# 김창종
김창종(金昌鍾, 1957년 3월 20일 ~ )은 제40대 대구지방법원장과 헌법재판소 재판관을 역임한 대한민국의 법조인이다.

## 생애
경상북도 선산(현. 경상북도 구미)에서 태어났다. 영신고등학교와 경북대학교 법대를 졸업했다. 사법연수원 12기. 대구지법 의성지원장, 김천지원장, 2010년 대구고등법원 수석부장판사, 2012년 제40대 대구지방법원 법원장, 대구가정법원 법원장을 지냈다. 2012년에 양승태 대법원장의 지명 및 이명박 대통령의 임명을 거쳐 헌법재판소 재판관에 취임하였다. 대구,경북 지역 출신으로는 최초의 헌법재판소 재판관이었다.

## 약력
- 1975년 : 영신고등학교 졸업
- 1979년 : 경북대학교 법과대학 법학과 졸업
- 1980년 : 제22회 사법시험 합격
- 1983년 : 경북대학교 대학원 졸업(법학석사)
- 1985년 : 대구지방법원 판사
- 1990년 : 대구지방법원 경주지원 판사
- 1992년 : 대구고등법원 판사
- 1995년 : 대구지방법원 판사
- 1996년 : 대구지방법원 의성지원장
- 1997년 : 대구지방법원 부장판사
- 2001년 : 대구지방법원 김천지원장
- 2003년 : 대구지방법원 부장판사
- 2005년 11월 : 대구고등법원 부장판사
- 2009년 2월 : 대구지방법원 수석부장판사
- 2010년 2월 : 대구고등법원 수석부장판사
- 2012년 2월 : 제40대 대구지방법원장
- 2012년 : 대구가정법원장(겸)
- 2012년 9월 ~ 2018년 9월 : 헌법재판소 재판관
- 2019년 3월 : 경북대학교 법학전문대학원 석좌교수
- 동국대 법과대학 석좌교수
- 헌법재판소 공직자윤리위원회 위원장
- 법무법인 민주 고문변호사

## 주요 판결
- 대구지방법원 김천지원 합의부 재판장으로 재직하던 2003년 2월 14일에 삼성전자 휴대폰 기술유출 관련 혐의로 기소된 양기곤 벨웨이브 사장에 대한 1심 판결에서 징역 1년 6개월 집행유예 2년을 선고하면서 삼성전자 휴대폰 대외비 기술자료를 빼돌린 혐의로 구속된 삼성전자 기흥연구소 출신의 이 회사 전모 이사와 김모씨에게는 각각 징역 3년과 2년, 기술자료를 벨웨이브측에게 건넨 삼성전자 박모씨와 삼성전자에서 벨웨이브로 입사하려고 했던 김모씨에게 징역 1년 집행유예 2년을 각각 선고했다. 수사과정에서 증거자료 인멸혐의로 기소된 벨웨이브 직원 5명에게는 최고 500만원에서 300만원의 벌금형을 선고했다.[2]
- 대구지방법원 제1형사부 재판장으로 재직하던 2005년 9월 1일에 학교설립 인가에 필요한 예술관을 신축하는 과정에서 재단 자금을 사용하지 않고 학교공금 19억여 원을 전용 학교공금 수십억 원을 전용하여 사립학교법 위반 혐의로 기소돼 1심에서 공사대금 전용부분에 대해 일부 무죄를 선고받으면서 일부 횡령부분에 대해서 징역 1년 집행유예 3년이 선고된  대구예술대 설립자이자 전 재단이사장 차모씨에 대한 항소심에서 무죄 부분에 대한 원심을 깨고 징역 1년6월 집행유예 3년을 선고했다.[3]
- 대구고등법원 행정1부 2011년 6월 30일에 A(68)씨가 “부양 능력이 있지만 부양을 거부하고 있는 아들 때문에 사회복지 서비스와 급여를 받지 못하고 있다”며 낸 사회복지서비스 및 급여 부적합결정처분 취소 소송에서 1심 판결을 깨고 원고의 손을 들어줬다.[4]